# Batillus (класс супертанкеров)
Batillus — класс супертанкеров, построенных в конце 1970-х годов на верфи Chantiers de l'Atlantique в городе Сен-Назер. Супертанкеры данного класса имели длину — 414,22 метра, ширину — 63 метра, осадку — 28,5 метров, дедвейт — 553 662 тонны, водоизмещение в грузу — 629 191 тонн.
Класс включает в себя четыре судна:
- Batillus, построен в 1976 году, утилизирован в 1985 году[1].
- Bellamya, построен в 1976 году, утилизирован в 1986 году[2].
- Pierre Guillaumat, построен в 1977 году, утилизирован в 1983 году[3].
- Prairial, построен в 1977 году, был переименован в Sea Brilliance, затем в Hellas Fos, затем в Sea Giant, утилизирован в 2003 году[4].